# Ondrášovy díry
Ondrášovy díry je přírodní památka poblíž obce Malenovice v okrese Frýdek-Místek v Moravskoslezském kraji. Chráněné pseudokrasové území je v péči AOPK ČR – regionálního pracoviště Správa Chráněné krajinné oblasti Beskydy. Přírodní památka Ondrášovy díry je zároveň součástí evropsky významné lokality Beskydy a Ptačí oblasti Beskydy.

## Poloha
Jedinečný pseudokrasový jeskynní systém se nachází v Beskydech na hřebeni Lukšince v nadmořské výšce 840 až 940 metrů na území, ležícím 1,5 až 2 km vzdušnou čarou směrem na severozápad od vrcholu Lysé hory. Z hlediska administrativní příslušnosti se jedná o katastrální území Malenovice a Staré Hamry II.

## Předmět ochrany
Důvodem ochrany je podzemní systém pseudokrasových puklinových a rozsedlinových jeskyní a jejich ekologických funkcí. Objekt je významným geomorfologickým útvarem, dokládajícím vývoj pískovcových flyšových formací a dále ojedinělou zoologickou lokalitou s koloniemi ohrožených druhů netopýrů.
Ondrášovy díry patří mezi nejrozsáhlejší puklinové jeskyně ve flyšovém pásmu Karpat. Systém puklinových chodeb a dómů, dosahujících hloubky více než třiceti metrů, je dlouhý celkem zhruba 250 metrů. Součástí zmíněného systému je několik desítek metrů dlouhá ledová jeskyně, ve které se i během letních měsíců udržuje led a sníh.

## Pověsti
Jeskyně na Lukšinci byly odedávna spojovány s pověstmi o zbojníkovi Ondrášovi. Vyprávělo se například, že ve zdejší síti podzemních děr schovával Ondráš naloupené poklady.